# Ties Egge Allersma
Ties Egge Allersma (Toornwerd, 4 januari 1913 –  Valance, 28 juli 1982) was een Nederlandse  kunstschilder. 
Naast olieverf, aquarellen en tekeningen hield hij zich bezig met het maken van grafiek

## Leven en werk
Allersma volgde opleidingen aan de Academie Minerva in Groningen en aan de Rijksacademie van beeldende kunsten in Amsterdam .
Allersma was lid van Groninger Kunstkring De Ploeg.
Ties Allersma was eerder lid bij de in 1947 opgerichte kunstkring De Noorderkring. Naast Ties Allersma waren dit Riekele Prins,  Jan ten Have, Evert Musch, Johanna Musch-Jager, Herman van Wissen, Joh Bolling en Klaas van Dijk. Deze kring heeft weinig naam gemaakt en in 1950 hebben een aantal zich aangesloten bij De Ploeg.
Ties Allersma gaf aan het eind van de jaren 20 tekenlessen aan zijn vriend Riekele Prins. De vader van Ties Allersma (Derk Allersma) bekostigde de avondopleiding voor Riekele bij Jan Derksen Staats aan het Martinihof. Dit vond plaats in de jaren 1931-1934.
Hoewel Ties Allersma van het Hogeland afkomstig is zijn latere werk bepaald niet Gronings van karakter. In de jaren zestig maakt hij gestileerde landschappen, die heel fragmentarisch in kleurvakjes bestaande uit aardetinten zijn ingedeeld. Aan het einde van de jaren zeventig zijn de landschappen door hem omgetoverd in sprookjesachtige haast naïef geschilderde werelden, waar het gras altijd groen is en de zon altijd schijnt. Deze landschappen hebben een heel hoge horizon en soms helemaal geen horizon, terwijl die in de jaren zestig nog vrij laag zijn.  Ondanks de traditionele onderwerpen krijgt zijn werk zo toch een geheel eigen karakter.